# Sauce Pueblo Nuevo
Sauce Pueblo Nuevo es una localidad peruana ubicada en el distrito de San Miguel de El Faique, perteneciente a la provincia de Huancabamba del departamento de Piura, al norte del Perú. 

## Ubicación
Sauce Pueblo Nuevo se ubica al oeste de la provincia de Huancabamba, en el distrito de San Miguel de El Faique, en el departamento de Piura.

## Demografía
En 2017 Sauce Pueblo Nuevo tenía una población de 49 habitantes.